# Tengger Cavalry
Tengger Cavalry est un groupe de folk metal sino-américain, originaire de Mongolie-Intérieure et de Pékin, et actuellement établi aux États-Unis.
Leur style, inspiré de la musique traditionnelle mongole, comme le chant khöömii et le morin khuur, se définit comme du « folk metal nomade »,.

## Biographie
Le nom du groupe signifie la « cavalerie de Tengri » en anglais, du nom de la divinité principale du tengrisme, religion des peuples turcs et mongols durant l'Antiquité tardive. Il est fondé en mars 2010 comme projet solo par Nature Ganganbaigal (en). 
La première critique internationale de leur premier album Blood Sacrifice Shaman par le magazine allemand spécialisé Legacy en 2011 est plutôt optimiste, bien que prudente, quant au potentiel du groupe. Leur notoriété à travers le monde s’accroît rapidement avec un reportage de Terrorizer et des critiques de Metal Hammer, journaux de référence sur la scène heavy metal.
En 2014, Tengger Cavalry sort son sixième album, Ancient Call, qui est salué par la critique,.
Le 24 décembre 2015, la veille de Noël, le groupe se produit au Carnegie Hall à New York.
Le 27 février 2018, le groupe annonce sa séparation, mais moins de cinq mois après, Nature G annonce que le groupe s'est reformé.
Le 24 juin 2019, Tengger Cavalry annonce le décès de Nature Ganganbaigal, le fondateur et leader du groupe, de causes non révélées.

## Membres

### Actuels
- Patrick Reilly - guitare (2018)
- Randy Tesser - batterie (2018)[13]
- Greg Baker - basse (2018)

### Anciens
- Nature Ganganbaigal (en) - guitare, chant diphonique, morin khuur (2010–2018, mort en 2019)
- Yuri Liak - batterie (2015)
- Alex Abayev - basse (2015–2018)
- Josh Schifris - batterie (2016–2017)
- Zaki Ali - batterie (2017-2018)
- Robert McLaughlin - igil, sanxian, chant diphonique (2015)
- Borjigin Chineeleg - chant diphonique, tovshuur, guimbarde (2017–2018)
- Uljmuren De - morin khuur (2016–2018)
- Phillip Newton - tovshuur, chœurs (2017–2018)

## Discographie

### Albums studio
- 血祭萨满 / Blood Sacrifice Shaman (2010)
- Calvalry Folk (2011)
- Sunesu Cavalry (2012)
- 黑骏 / Black Steed (2013)
- The Expedition (2013)
- 远古呼唤 / Ancient Call (2014)
- Blood Sacrifice Shaman (2015)
- Hymn of the Earth (2016)
- Cavalry in Thousands (2016)
- Folklore of the Cavalry (2016)
- Die on My Ride (2017)
- Chamber Music (2017)
- Cian Bi (2018)
- Northern Memory (2019)

### Compilations
- Grassland Rock (2016)
- Soundtrack of the Cavalry (2016)

### EPs
- kAAn (2016)
- Mountain Side (2016)

### Singles
- War Horse (2015)
- A Blade of Time (2017)
- Heart (2018)

### Clips
- War Horse (2016)[14]
- kAAn (2017)[15]
- Independence Day (2017)[16]